# پوتزمیستر

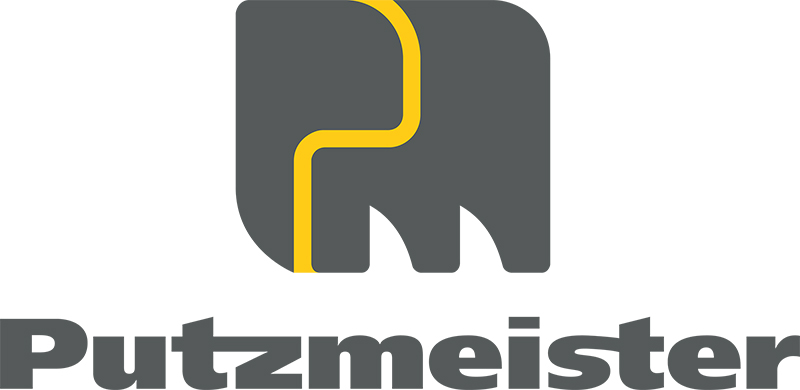
لوگوی پوتزمیستر در سال 2017

پوتزمیستر (انگلیسی: Putzmeister) شرکت مهندسی آلمانی است، که در سال ۱۹۵۸ تأسیس شد.